# Pararge maerula
Pararge maerula är en fjärilsart som beskrevs av Felder 1867. Pararge maerula ingår i släktet Pararge och familjen praktfjärilar. Inga underarter finns listade i Catalogue of Life.